# Adesmia curvifolia
Adesmia curvifolia är en ärtväxtart som beskrevs av Dominique Clos. Adesmia curvifolia ingår i släktet Adesmia och familjen ärtväxter. Inga underarter finns listade i Catalogue of Life.